# Kantoner i departementet Alpes-de-Haute-Provence
Kantoner i departementet Alpes-de-Haute-Provence, nedan följer en lista de 30 kantonerna i departementet Alpes-de-Haute-Provence, uppdelat på arrondissement:
- Barcelonnettes arrondissement (2 kantoner) : Barcelonnette - Le Lauzet-Ubaye

- Castellanes arrondissement (5 kantoner) : Allos-Colmars - Annot - Castellane - Entrevaux - Saint-André-les-Alpes

- Digne-les-Bainss arrondissement (10 kantoner) : Barrême - Digne-les-Bains-Est - Digne-les-Bains-Ouest - La Javie - Les Mées - Mézel - Moustiers-Sainte-Marie - Riez - Seyne - Valensole

- Forcalquiers arrondissement (13 kantoner) : Banon - Forcalquier - Manosque-Nord - Manosque-Sud-Est - Manosque-Sud-Ouest - La Motte-du-Caire - Noyers-sur-Jabron - Peyruis - Reillanne - Saint-Étienne-les-Orgues - Sisteron - Turriers - Volonne